# Megaselia luminosa
Megaselia luminosa är en tvåvingeart som beskrevs av Schmitz 1952. Megaselia luminosa ingår i släktet Megaselia och familjen puckelflugor. Inga underarter finns listade i Catalogue of Life.